# Neuf Preux
« Neuf Preux » est l'expression sous laquelle le lorrain Jacques de Longuyon, s'inspirant de La Légende dorée de Jacques de Voragine, a pour la première fois regroupé neuf héros guerriers, païens, juifs et chrétiens, qui incarnaient l'idéal de la chevalerie dans l'Europe du XIVe siècle.
Cette représentation a connu un succès durable en raison de son caractère équilibré et facilement mémorisable, aussi les Neuf Preux ont-ils servi  d'exemple aux auteurs et aux artistes jusqu'au XVIIe siècle.

## Naissance du thème
Le motif des Neuf Preux apparaît pour la première fois dans Les Vœux du paon, roman en vers composé par Jacques de Longuyon qui sert à l'origine pour une mise en scène festive à Arras vers 1312. Le héros de ce poème souhaite rivaliser avec les guerriers illustres du passé et puise successivement aux trois sources des antiquités gréco-romaines, juives et chrétiennes pour choisir ses modèles.
Le succès du thème est tel qu'il se répand rapidement dans toute l'Europe.

## Les Neuf Preux
Ensemble, les Neuf Preux incarnent toutes les vertus du parfait chevalier ; il s'agit de conquérants issus d'une lignée royale, qui furent pour leur nation une source d'honneur et de gloire et qui se distinguèrent par leurs faits d'armes.
| 3 héros païens     | 3 héros bibliques | 3 héros chrétiens    |
| ------------------ | ----------------- | -------------------- |
| Hector             | Josué             | Le Roi Arthur        |
| Alexandre le Grand | Le Roi David      | Charlemagne          |
| Jules César        | Judas Maccabée    | Godefroi de Bouillon |

Dans les Historiettes de Tallemant des Réaux (t. 1, p. 162), Annibal prend la place d'Hector.

### Les trois héros païens
Les trois héros païens, Hector, Alexandre et César, ont également en commun d'être au cœur d'une ou plusieurs légendes encore bien vivaces au Moyen Âge. Ils illustrent trois des grands empires de l'Antiquité qui se sont succédé. Troie a cédé devant les Grecs comme la Grèce s'est inclinée devant Rome.
Hector bénéficie de la popularité toujours intacte du mythe troyen perpétué par Benoît de Sainte-Maure dans son Histoire d'Aeneas et son Roman de Troie. De plus il existait depuis les Carolingiens un mythe des origines troyennes des Francs, issus d'un certain Francus, ou Francion, prince troyen, parfois considéré comme le fils d'Hector, qui apparaît notamment dans les Grandes Chroniques de France et, à la Renaissance, dans la Franciade de Ronsard.  
César est connu entre autres à travers une compilation de textes de Lucain, Suétone et Salluste due à un clerc d'Île-de-France vers le début du XIIIe siècle, les Faits des Romains, mais la comparaison entre César et Alexandre est un thème fréquent chez les chroniqueurs, leurs exploits faisant partie de ce que Jean Bodel nomme la matière de Rome.
Alexandre, lui, est pris comme exemple de la façon dont s'instrumentalise la volonté divine. C'est ainsi que l'archiprêtre Léon analyse sa fulgurante carrière dans  l'Histoire des batailles (XIe siècle), puis le prêtre allemand Lamprecht dans la Chanson d'Alexandre (XIIe siècle), traduction libre d'un texte français. Les croisades donnent à l'épopée alexandrine un regain d'actualité, et l'Alexandreis de Philippe Gautier de Châtillon, dit Gaultier de Lille (XIIe siècle), le présente comme l'archétype du chevalier courtois. Mais l'œuvre la plus populaire est sans doute le Roman d'Alexandre d'Alexandre de Bernay, dont les vers de douze syllabes donnent leur nom aux alexandrins et qui date du XIIe siècle.

### Les trois héros bibliques
Josué apparaît dans le livre homonyme de l'Ancien Testament. Il succède à Moïse et se bat contre les infidèles. Saint Louis voyait en lui une figure de la lutte contre l'idolâtrie et commanda un vitrail pour la Sainte-Chapelle qui illustre le deutéronome et le héros de la bataille de Jéricho. Il est l'exemple même du combattant qui doit sa victoire à l'aide divine accordée à celui qui mène un juste combat. C'était donc une source d'inspiration pour les croisades.
Judas Maccabée, qui s'était rendu maître de Jérusalem en combattant les Syriens, faisait également figure d'exemple et il figure à ce titre dans La Chevalerie de Judas Machabée de Gautier de Belleperche au milieu du XIIIe siècle.
Quant à David, il était surtout célèbre pour sa victoire extraordinaire sur le Philistin Goliath. Devenu roi, il régna sur Jérusalem, ville sainte pour les croisés. L'arbre de Jessé, motif fréquent de l'iconographe médiévale, en faisait un ancêtre du Christ.

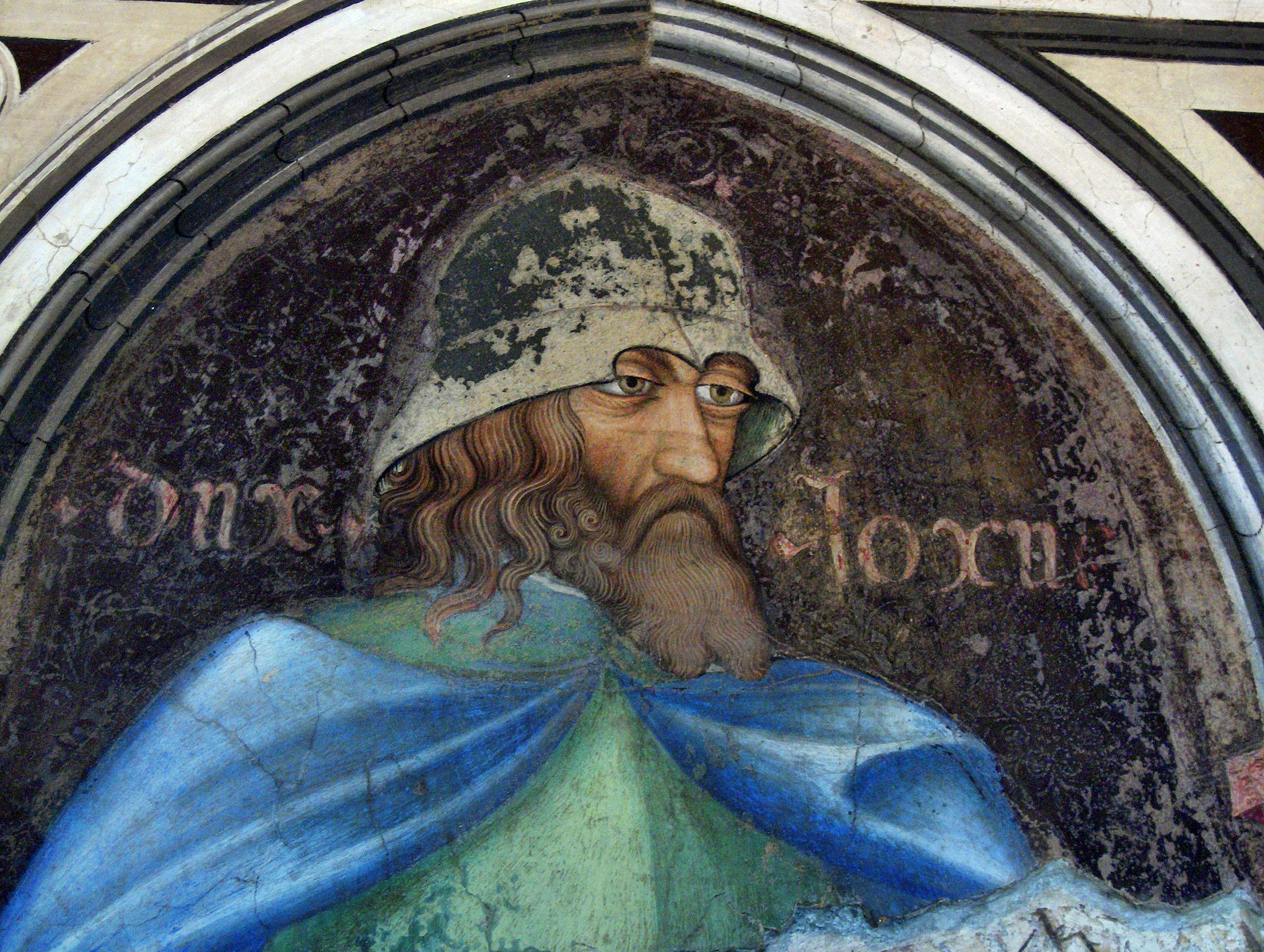
Josué, fresque du Palazzo Trinci.
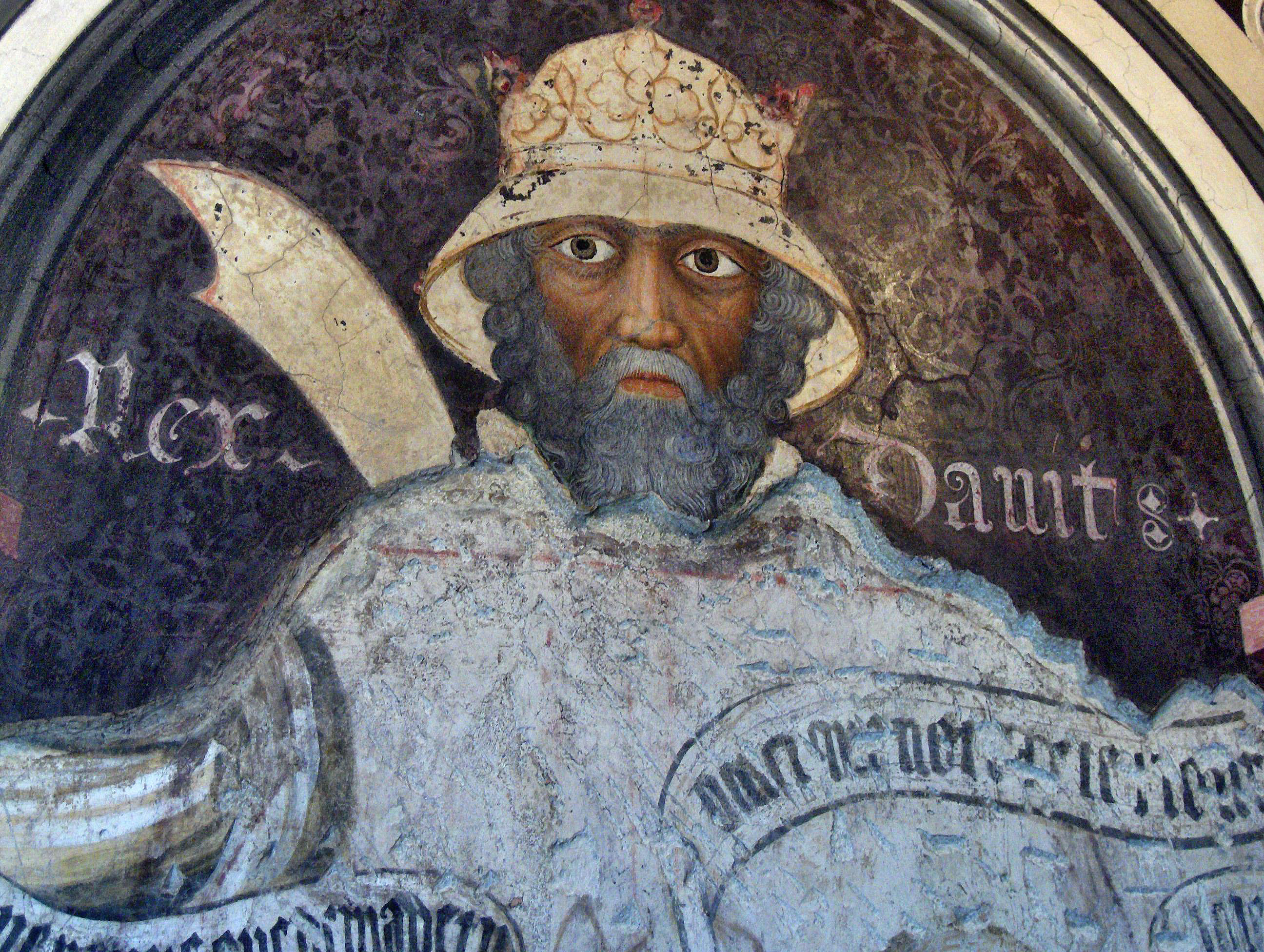
David, fresque du Palazzo Trinci.
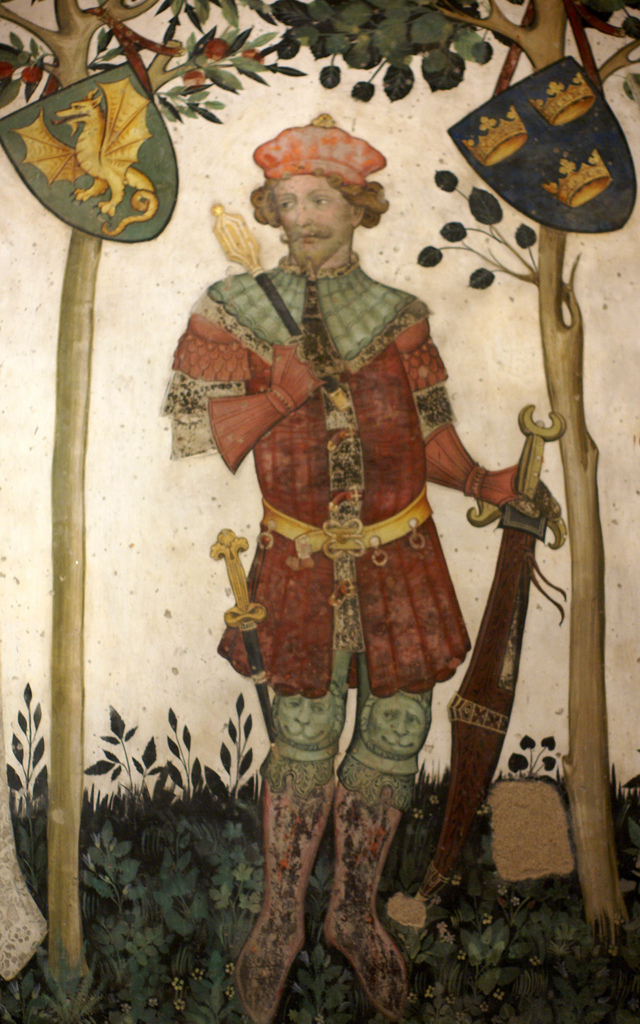
Judas Maccabée, fresque des neuf preux, château de la Manta.

### Les trois héros chrétiens
Charlemagne est surtout connu à travers la Chanson de Roland, mais de nombreux poèmes, formant la matière de France, avaient entretenu la légende d'un défenseur de la chrétienté et d'un grand pourfendeur de Maures.
Le roi Arthur est au centre des récits qui forment la matière de Bretagne.
Le personnage le plus récent est celui de Godefroy de Bouillon, héros de la première croisade en 1099. Il entre dans l'ordre des « Neuf Preux » au XIVe siècle, en raison des nombreux récits vantant son courage et sa bonté qui sont diffusés depuis les XIIe – XIIIe siècles.

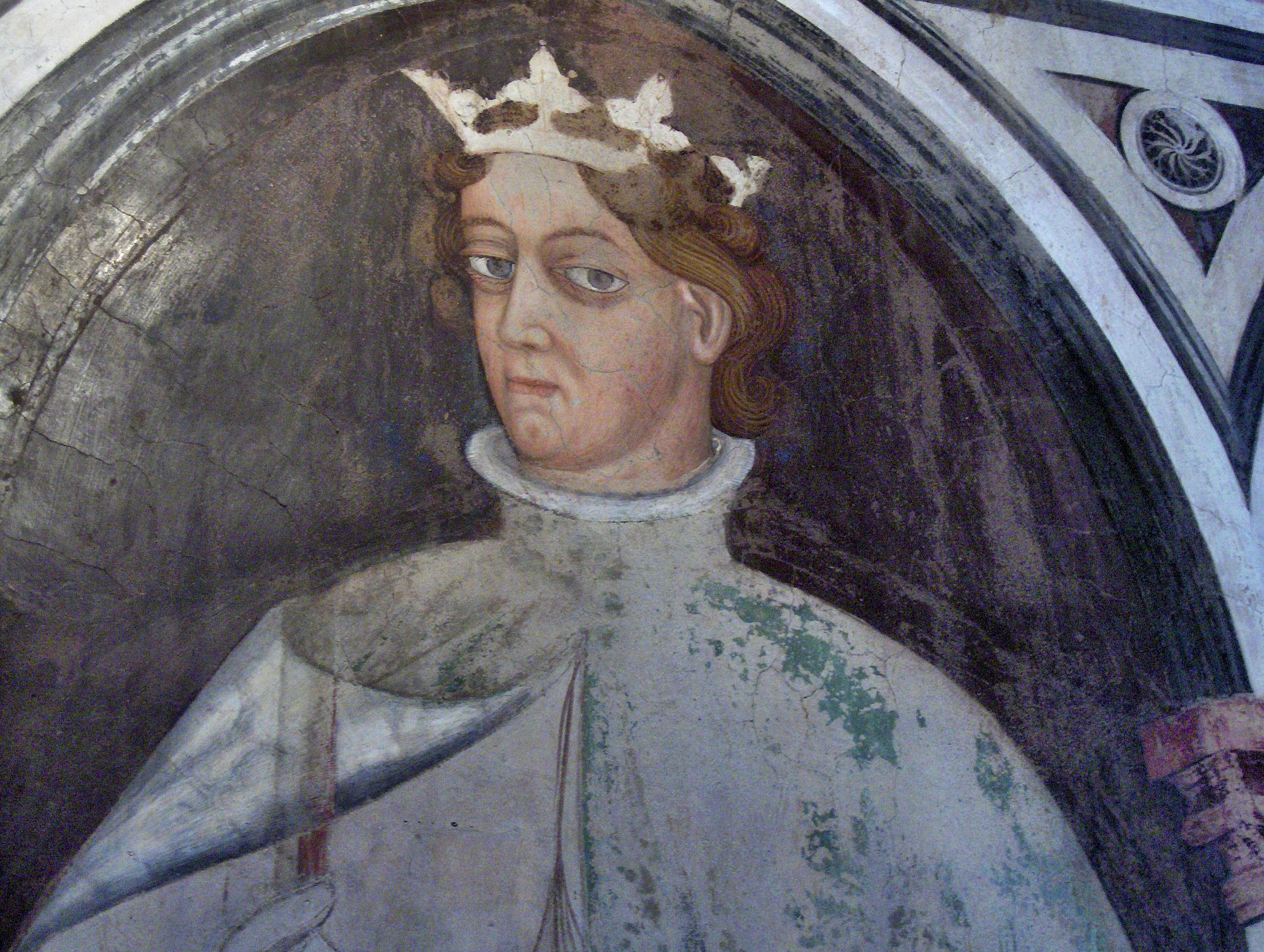
Le roi Arthur, fresque du Palazzo Trinci.
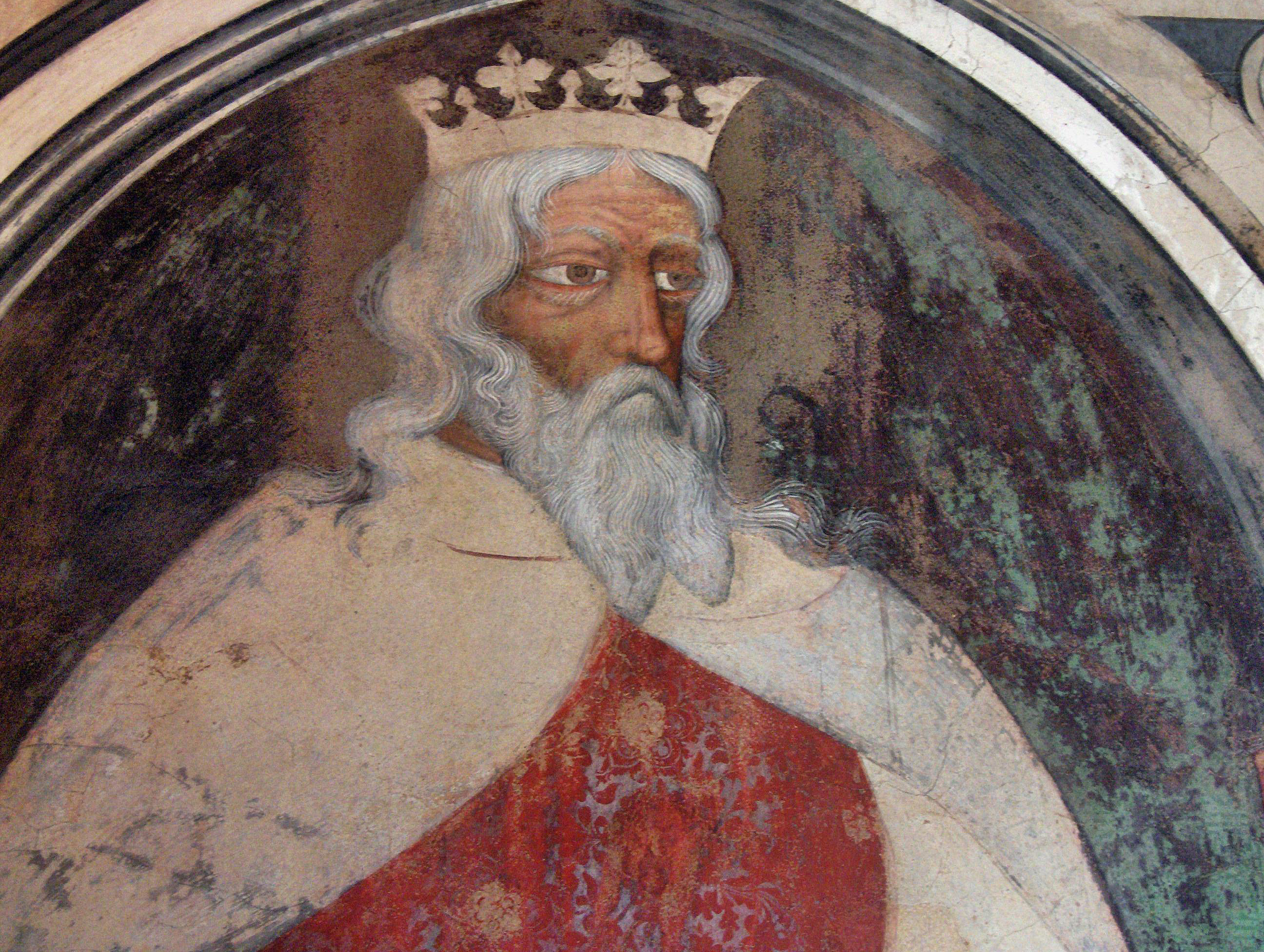
L'empereur Charlemagne, fresque du Palazzo Trinci.
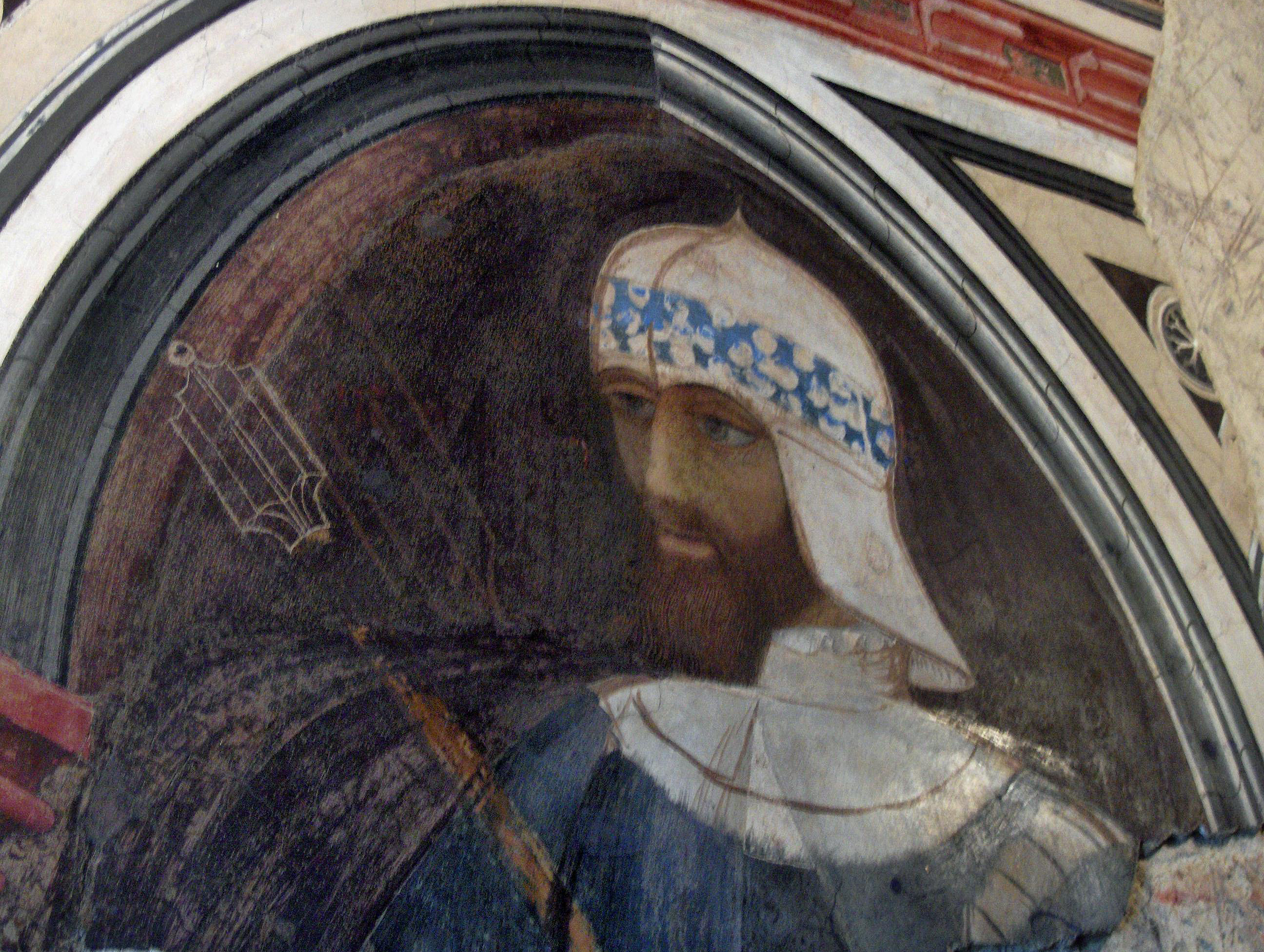
Godefroy de Bouillon, fresque du Palazzo Trinci.

## Variantes

### Les Neuf Preuses

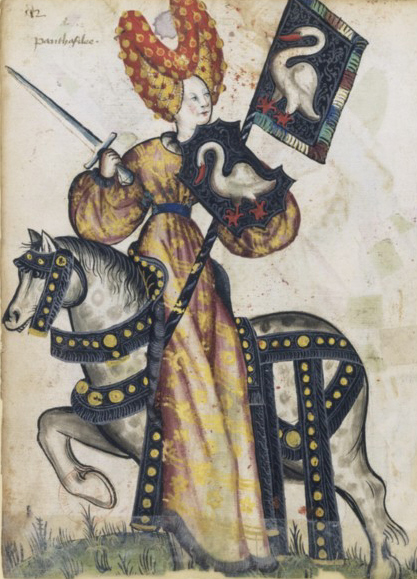
Penthésilée, reine des Amazones, représentée comme l'une des Neuf Preuses (Petit armorial équestre de la Toison d'or, vers 1460-1470).

On pense que c'est Jehan Le Fèvre, qui dans le Livre de Lëesce, ajoute une liste de Neuf Preuses. Eustache Deschamps reprend le thème dans plusieurs poèmes et en donne une liste où figurent l'amazone Penthésilée, Tomyris, reine des Massagètes et Sémiramis. Christine de Pisan mentionne sept Preuses dans son catalogue de femmes illustres, La Cité des dames, et dans le Livre du chevalier errant, Thomas III de Saluces revient sur les Neuf Preux et les Neuf Preuses. Dans les années 1460, Sébastien Mamerot compose une Histoire des Neuf Preus et des Neuf Preues pour le gouverneur du Dauphiné, Louis de Laval.
La liste des Preuses varie d'un auteur à l'autre et ne suit pas toujours la division tripartite Païens, Juifs et Chrétiens. Au départ ce sont des héroïnes mythologiques, inspirées du De claris mulieribus de Boccace. Thomas III de Saluces, par exemple, en donne la liste suivante : Deiphille, Synope, Hippolyte, Ménélope, Sémiramis, Lampédo, Thamarys, Theuca, Penthésilée. Plus classique, une série de bois gravés de Hans Burgkmair met en scène trois Romaines : Lucrèce, Veturia, Verginia ; trois héroïnes de l’Ancien Testament Esther, Judith et Yaël ; trois héroïnes chrétiennes : sainte Hélène, sainte Brigitte de Suède et sainte Élisabeth de Hongrie. La dixième qui s'ajoute est Jeanne d'Arc.

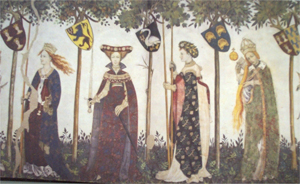
Une partie des Neuf preuses représentées au Castello della Manta.

### Le Dixième Preux
Le thème des Preux devient pour les poètes un moyen de faire leur cour à un noble protecteur ou d'exalter les prouesses d'un héros. Dans La Prise d’Alexandrie de Guillaume de Machaut qui raconte les événements de la croisade d'Alexandrie, les vertus chevaleresque de Pierre de Lusignan, roi de Chypre, sont ainsi célébrées. Celles de Bertrand Du Guesclin le sont par Eustache Deschamps, Cuvelier, Sébastien Mamerot, et celles de Robert Bruce par John Barbour.
À la fin du XVe siècle, on cherche aussi à incorporer le roi de France dans ce palmarès prestigieux. Jean Marot fait de Louis XII le « dixiesme des preux » dans son Voyage de Venise (1507).
Ce motif est aussi transposé au féminin. Au XVe siècle, Sébastien Mamerot fait de Jeanne d'Arc la dixième Preuse, : les deux frères de son commanditaire Louis de Laval avaient combattu à ses côtés.

## Postérité

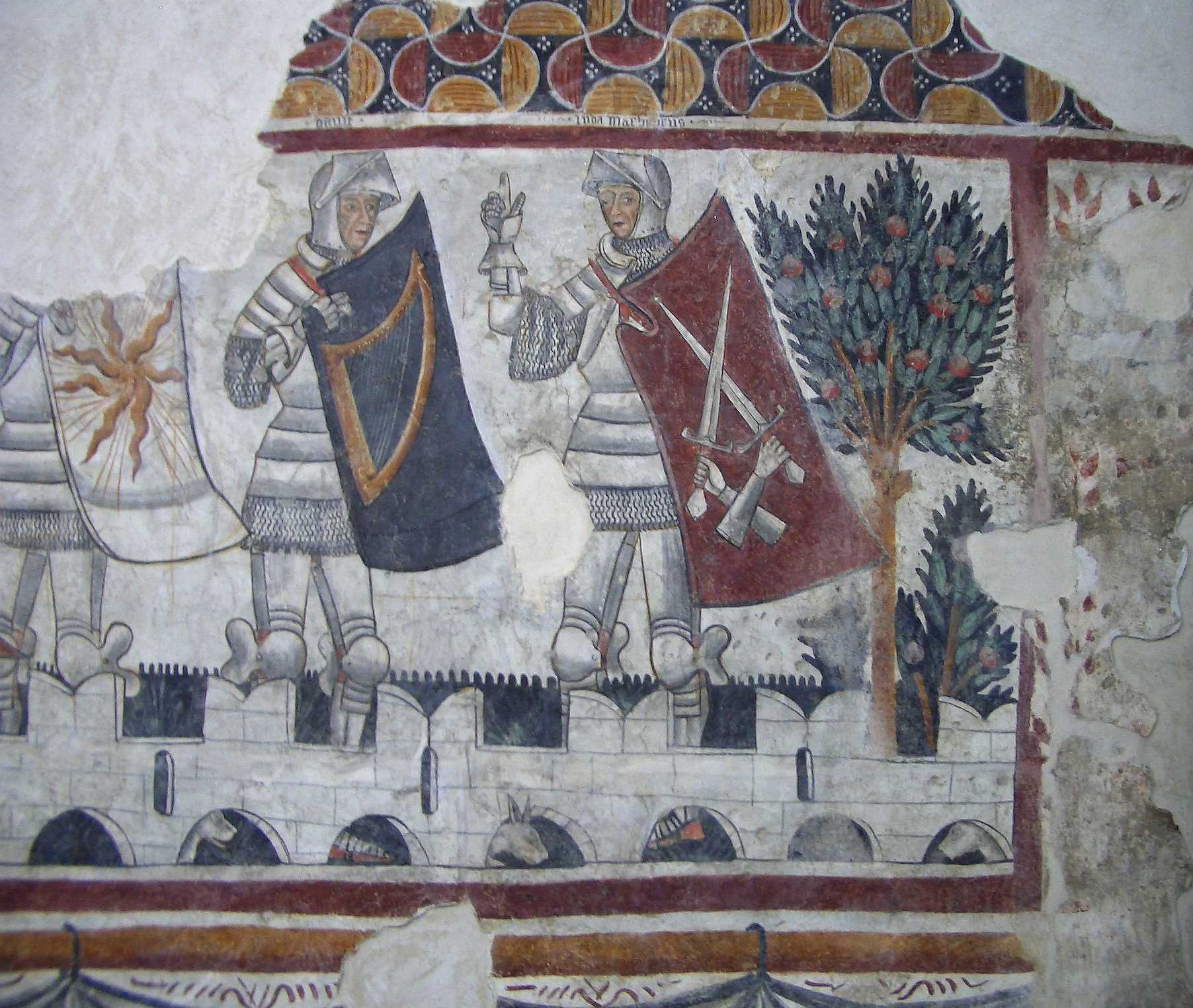
Villa Castelnuovo.

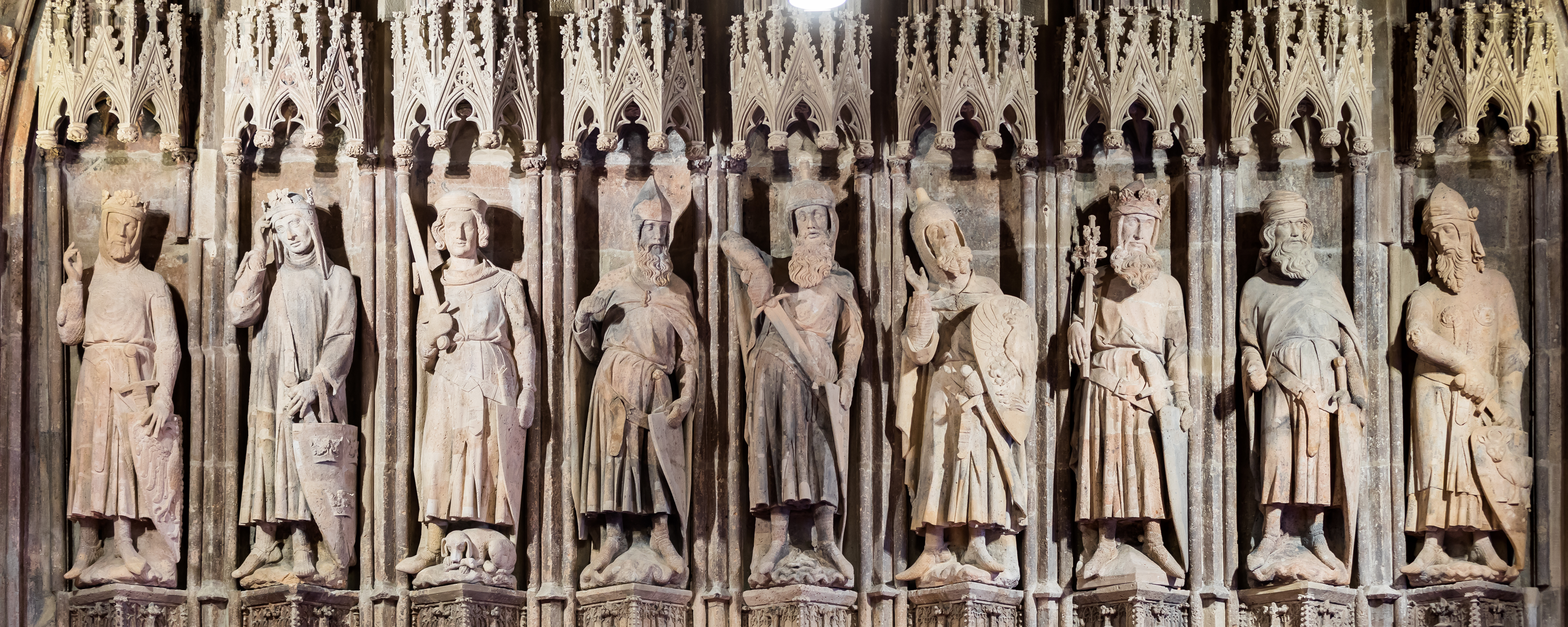
Les Neuf Preux dans la vieille mairie de Cologne.

Les Neuf Preux devinrent un sujet à la mode que l'on retrouve sur les fresques, les tapisseries, les cartes à jouer françaises et les mises en scène festives jusqu'à la Renaissance (encore aujourd'hui pour les cartes à jouer).
Dès 1387, le thème apparaît en ornement sur des cheminées monumentales du château de Coucy, sur la façade du château de La Ferté-Milon au début du XVe siècle.
En 1393, Louis d'Orléans fait construire le château de Pierrefonds dont les neuf tours portaient chacune le nom d'un Preux. Le thème se répand dans toute l'Europe. On le retrouve dès la seconde moitié du XIVe siècle en Allemagne, ornant les maisons bourgeoises, les hôtels de ville, par exemple la salle hanséatique de la mairie de Cologne, ou la Schöne Brunnen (« Belle Fontaine ») de Nuremberg (1385-1396).
Au XVe siècle, il sert de programme iconographique pour la décoration du château de la Manta, dans le Piémont. En 1980, on a retrouvé des fresques représentant le cycle des Neuf Preux datant du milieu du XVe siècle dans le château de Villa Castelnuovo, près de Turin.
Au milieu du XVIe siècle des émaillistes limougeauds ont pu réaliser des suites sur ce thème, au vu de deux plaques rondes représentant à cheval les héros troyens Hector et Anchise - qui ne fait pas partie de la série - pièces attribuées à Couly Nouhailher, vers 1540-1545 (reprod. coul. dans "La Gazette Drouot" no 13 - 30/03/2018).
Le sujet est encore à la mode au XVIe siècle en France (châteaux de Mazic où une tenture est mentionnée et d'Anjony dans le Cantal, tenture de lit des rois de Navarre attestée au château de Pau en 1533), mais aussi en Angleterre et en Écosse, comme en témoignent plusieurs maisons élisabéthaines, par exemple le no 60 de la grand rue d'Amersham avec des fresques de 1550  ou le plafond peint du château de Crathes.
On trouve encore une fresque contemporaine de Shakespeare à North Mymms Place, siège de la famille Coningsby dans le Hertfordshire (1599).
À Sion (Suisse), dans le château de Valère, se trouve la salle des Calendes, où se tenaient autrefois les assemblées capitulaires. Les fresques ornant cette pièce montrent les Neuf Preux avec leurs blasons.

### Décor mural favori des demeures aristocratiques françaises
Une ancienne maison noble du bourg de Belvès (Dordogne) conserve dans ce qui est devenu un grenier une grande peinture murale (lacunaire) représentant les Neuf Preux, dont les visages ont pu être effacés lors de la Révolution de 1789 ; ce rare décor fut découvert par hasard en 2008 par le nouveau propriétaire qui nettoyait la pièce abandonnée (émission télévisée "Des Racines et des Ailes" sur le Périgord du 25 juin 2014).
En 1389, un tapissier arriégeois, Jacques Dourdin, réalise un  « grand tapis des Neuf Preux et Neuf Preuses » pour le duc de Bourgogne, Philippe le Hardi.
En 1399, le duc se procure une autre tapisserie sur le même sujet auprès du tapissier parisien Jean de Beaumetz.
Si aucune tenture intégrale n'est plus connue à ce jour, la série la plus importante est constituée par les sept pièces exposées dans la Salle des Preux du château de Langeais restaurées, où tous les Preux, à l'exception de Judas Macchabée et de Charlemagne, sont représentés. 
Cette œuvre aurait été réalisée à Aubusson ou à Felletin (région dite des Marches limousines) entre 1525 et 1540 pour la grande salle de la demeure de Pierre Paien ou Payen, seigneur protestant de Chauray (Deux-Sèvres) et lieutenant du Sénéchal du Roi en Poitou. Vers 1890, sept éléments de cette tenture encore conservés dans l'ancien "hôtel Chaurais" de la ville voisine de Saint-Maixent-L'École par une médecin de la ville, où plusieurs photographies les montrent (archives privées), ont été achetés par un courtier ou intermédiaire pour le compte de Jacques Siegfried, acquéreur en 1886 et restaurateur du château, qu'il remeubla et donna avec son importante collection de tapisseries, meubles et objets d'art anciens à l'Institut de France en 1904.
Deux pièces (4 m × 3,80 m) sur les neuf d'une tenture mentionnée au XVe siècle au château de Madic (Cantal) aux armes de Chabannes-Blanchefort sont exposées dans celui de Lapalisse (Allier) ; six pièces présentes au château y furent volées à la Révolution, retrouvées en 1880, replacées dans la demeure où quatre furent dérobées le 1er novembre 1977.
Le musée des Cloîtres de New-York détient, depuis un don de John Davison Rockefeller en 1947, six pièces d'une autre tenture de laine qui aurait été réalisée vers 1385 pour le duc Jean de Berry, dont elles portent les armes.
Le thème des Preux et des Preuses devient aussi un élément des mises en scène festives, notamment celle des entrées solennelles : celle de Henri VI à Paris en 1431, du prince-évêque Jean de Heinsberg à Liège en 1444, 
de Marie d'Albret à Nevers en 1458, de Charles VIII à Rouen en 1485 et de Jeanne de Castille à Bruxelles en 1496.
Parallèlement à ces mises en scène, on voit apparaître une tentative pour répertorier, sinon fixer de façon canonique, les armes des Preux dans un armorial de la Toison d'Or.
Les arts décoratifs et la gravure s'emparent également du thème. Le musée des Arts décoratifs de Bourges possède une série incomplète de médaillons des neuf Preux en émail datant du second quart du XVIe siècle. On connaît une série due au graveur Hans Burgkmair qui date de 1516, et une autre série gravée de Virgil Solis datant des années 1550.
Il s'agit d'un sujet chevaleresque, courtois, destiné aux mises en scène de la noblesse, un thème aux antipodes de la culture du peuple[réf. nécessaire]. Néanmoins il est inévitablement détourné à des fins satiriques. Les neuf preux de gourmandise présente des héros qui se sont distingués par leurs exploits à table, par exemple Noé, célèbre au Moyen Âge pour son ivrognerie. La pièce de William Shakespeare, Peines d'amour perdues, met en scène une troupe de rustauds qui se ridiculisent en voulant présenter un défilé des Neuf Preux mis en scène par un pédant de village. Mais cette vulgarisation du thème annonce aussi le déclin du motif courtois. En 1592, l'écrivain anglais Richard Johnson publie un ouvrage intitulé Nine Worthies of London (Les Neuf Preux de Londres) dans lequel il rend hommage à neuf personnalités d'origine modeste qui s'étaient illustrées par leur contribution glorieuse à l'histoire de l'Angleterre. Le premier, Sir William Walworth, avait abattu Wat Tyler, le chef de la révolte des paysans de 1381. Sir William était poissonnier, avant de devenir deux fois Lord-maire de Londres, en 1374 et en 1380.
Sir Henry Pritchard était négociant en vins, Sir William Sevenoke épicier et philanthrope, Sir Thomas White, tailleur, et fondateur de St John's College, à Oxford. John Bonham était mercier et servit d'ambassadeur auprès de Soliman le Magnifique, Sir Christopher Croker était négociant en vins, Sir John Hawkwood était le fils d'un tanneur ou d'un tailleur, Sir Hugh Calverley tisseur sur soie, Sir Henry Maleverer, épicier. En Espagne et au Portugal, les Neuf Preux sont appelés Los Nueve de la Fama ou Nove da Fama (« Neuf de la Renommée »), ce qui inspire plus tard l'expression Los Trece de la Fama appliquée aux treize explorateurs du Pérou qui avaient suivi Francisco Pizarro.
Avec Don Quichotte, dernier chevalier errant qui se compare avantageusement aux Neuf Preux, on mesure l'épuisement du motif au début du XVIIe siècle.
Néanmoins le terme des neuf Preux est encore utilisé à la fin du XVIIe siècle pour désigner les neuf membres du Conseil privé de Guillaume III (1650-1702), et lors de la restauration du château de Pierrefonds, au XIXe siècle, Viollet-le-duc fera sculpter pour la cheminée d'une très longue salle d'esprit néo-médiéval un groupe des Neuf Preuses, auxquelles il donne les traits d'une des personnalités de la cour impériale.
Aujourd'hui, les Neuf Preux n'ont guère survécu qu'à travers les jeux de cartes. César, Alexandre, David et Charlemagne forment toujours le carré des rois, Hector est devenu le valet de carreau. Judith, quant à elle, est la dame de cœur, et Rachel celle de carreau.